# Neculai Vasilcă

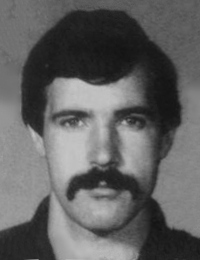
Neculai Vasilcă

Neculai Vasilcă (* 28. November 1955 in Bacău) ist ein ehemaliger rumänischer Handballspieler.
Er spielte als Kreisläufer für Știința Bacău und ging 1990 nach Deutschland.
Für die rumänische Nationalmannschaft bestritt Vasilcă 126 Länderspiele, in denen er 161 Tore erzielte. Sowohl bei den Olympischen Spielen 1980 in Moskau als auch bei den Olympischen Spielen 1984 in Los Angeles gewann er mit Rumänien die Bronzemedaille. Bei der Weltmeisterschaft 1982 wurde er mit der rumänischen Mannschaft Fünfter.
2011 war Vasilcă Trainer der Frauen-Oberligamannschaft des GSV Eintracht Baunatal.